# Antonio M. Battro
Profesor Antonio M. Battro (* 2. června 1936 v Mar del Plata v Argentině) je argentinský lékař a žák Jeana Piageta, jeden z nejvýznamnějších světových odborníků v oblasti učení, poznávání a vnímání. Je průkopník oblasti známé pod anglickým termínem neuroeducation. Je členem Papežské akademie věd (od 2. srpna 2002).

## Knihy
- The Educated Brain: Essays in Neuroeducation (spoluautoři Kurt W. Fischer a Pierre J. Léna)
- Half a Brain is Enough: The Story of Nico
- La educación digital (spoluautor Percival J. Denham)
- Piaget: Dictionary of Terms